# Liliana Córdova Kaczerginski
Liliana Córdova Kaczerginski (París, 1947) es una pedagoga y activista antisionista, judía de nacimiento y sionista en el pasado.

## Biografía
Nació en París en 1947 en una familia de intelectuales judíos comunistas que sobrevivieron al gueto de Vilna (Lituania). En 1950 la familia se trasladó a Argentina. En 1969 fue a Israel a emprender “El camino de Sion” siguiendo las pautas de la escuela judía sionista. Vivió en Israel hasta 1983 donde conoció de primera mano la realidad de la Palestina ocupada. Trabajó como pedagoga en Francia durante 30 años.Ha vivido en Marruecos y en diferentes ciudades de España como Málaga, Madrid o Valencia.

### Trayectoria profesional
Es activista de Boicot, Desinversiones, Sanciones (BDS) movimiento global pacífico que defiende el cumplimiento de los derechos humanos y el derecho internacional en Palestina. Surgió en el pueblo palestino en el 2004, inspirándose en una campaña similar que contribuyó a la caída del apartheid en Sudáfrica.
Es cofundadora de la Red Internacional Judía Antisionista (IJAN por sus siglas en inglés) fundada en 2008 se define como organismo  comprometido con el derecho al retorno de los refugiados palestinos y con el fin de la colonización israelí de la Palestina histórica. Apoyan la plena autodeterminación palestina y el derecho a resistir la ocupación.
El IJAN ve en  el sionismo, la influencia del estado de Israel en el mundo, su plan de anexión de nuevos territorios en Cisjordania y  busca una posible solución a este  conflicto histórico. No todo judío es sionista, no todo sionismo es judío y para solucionar el conflicto palestino israelí debe existir, en primer lugar, justicia.